# Jimmy Boyd
Jimmy Devon Boyd (ur. 9 stycznia 1939 w McComb, zm. 7 marca 2009 w Santa Monica) – amerykański aktor, muzyk i piosenkarz. Posiada swoją gwiazdę 7021 Hollywood Blvd. na Hollywoodzkiej Alei Gwiazd.

## Życiorys
Urodził się w starym wiejskim domu niedaleko McComb w stanie Missisipi jako syn Winnie i Lesliego Boyda.  Jego ojciec stał się znany jako „Fiddler Bill” i grał na skrzypcach podczas tańców i spotkań rodzinnych w całym regionie. Większość dzieci odziedziczyła jego umiejętności muzyczne i wszystkie razem śpiewały i grały na instrumentach muzycznych. Ojciec Boyda był farmerem, kiedy nastała susza i nie było już plonów, więc wybrał bawełnę. Mógł sam zbierać ponad 600 funtów bawełny dziennie i płacono mu 25 centów. W 1940 rodzina została odesłana do Missisipi przez Departament Opieki Społecznej Kalifornii, ponieważ Leslie nie miał umiejętności, aby znaleźć dobrą pracę. W 1941, kiedy Boyd miał dwa lata, po sprzedaniu wszystkiego, co posiadali, i mając wystarczająco pieniędzy, aby kupić bilety dla swojej żony i dwóch synów, jego ojciec wsadził Boyda, brata Kennetha i jego matkę do pociągu do Riverside w Kalifornii. Nie mając dość pieniędzy, by kupić bilety, ojciec Boyda podróżował autostopem i pociągami towarowymi, aby dołączyć do swojej rodziny w Kalifornii. W Kalifornii jego ojciec pracował jako stolarz. 
W 1952, kiedy miał 13 lat, Jimmy Boyd nagrał piosenkę bożonarodzeniową „I Saw Mommy Kissing Santa Claus” („Widziałem mamusię całującą Świętego Mikołaja”) dla wytwórni Columbia Records. Utwór stał się hitem, sprzedano ponad dwa i pół miliona płyt w pierwszym tygodniu, a nazwisko Boyda stało się znane na całym świecie. Boyd otrzymał dwie złote płyty. Rekord Boyda ponownie znalazł się na pierwszym miejscu listy przebojów w następnym roku podczas świąt Bożego Narodzenia i nadal jest sprzedawany jako piosenka świąteczna. Łączna sprzedaż płyt do 1966 wyniosła ponad 11 milionów egzemplarzy.
Zmarł 7 marca 2009 Santa Monica w stanie Kalifornia na nowotwór złośliwy w wieku 70 lat. 

## Filmografia

### Filmy
- 1954: Racing Blood jako David
- 1955: The Second Greatest Sex jako Newt McClure
- 1960: Najwyższy czas (High Time) jako Robert Higgson
- 1960: Kto sieje wiatr (Inherit the Wind) jako Howard
- 1960: Platinum High School jako Bud Starkweather
- 1961: The Two Little Bears jako Johnny Dillion
- 1970: Norwood jako Jeeter
- 1975: That's the Way of the World jako Gary Page
- 1978: Mean Dog Blues jako Sonny
- 1983: Burza mózgów (Brainstorm) jako Pułkownik Howe

### Seriale TV
- 1950: Space Patrol jako Jimmy
- 1957-1958: Randka z aniołem (Date with the Angels) jako Wheeler
- 1958: Shirley Temple's Storybook jako Alvin
- 1958-1962: Bachelor Father jako Howard Meechim
- 1963: Bob Hope Presents the Chrysler Theatre jako Jerry
- 1964: The Bing Crosby Show - odc.: „Hoop Shots”
- 1964: Moi trzej synowie (My Three Sons) jako
- 1964-1965: Broadside jako Marion Botnik / Marion Boyd
- 1967: Batman jako Dogwood